# اینترلوکین ۲۲
اینترلوکین-۲۲ (به انگلیسی: IL-22) (Interleukin-22) پروتئینی در انسان است که توسط ژن IL22 کد گذاری شده است.